# Théodoric (prince vandale)
Pour les articles homonymes, voir Théodoric.
Théodoric ou Théodéric (en latin : Theodoricus) est un prince vandale du Ve siècle, fils du roi Genséric. 

## Biographie
Membre de la famille royale des Hasdings, il est notamment le frère de Gento et de Hunéric, qui montera sur le trône vandale à la mort de Genséric en 477.
Alors que son frère Gento était un amiral de la flotte vandale qui croisait en Méditerranée, Théodoric était plutôt un capitaine de cavalerie, qui faisait respecter les limites du royaume vandale, surtout sur ses marches africaines en Numidie et en Maurétanie.
Hunéric, en vue d'assurer la succession au trône à son fils Hildéric, se met à persécuter ses frères et leurs proches : Théodoric est envoyé en exil, « dans le dénuement le plus absolu », tandis que sa femme et son fils aîné, « jeune prince très versé dans les belles-lettres », sont exécutés ; l'évêque arien Jucundus, proche de Théodoric, est brûlé vif.
Théodoric serait mort en exil, vraisemblablement avant la mort du roi Hunéric en 484.

## Sources primaires
- Victor de Vita, Histoire de la persécution vandale en Afrique, livre II, V.